# Benito Juárez Maza
Benito Juárez Maza (Oaxaca de Juárez, 29 de octubre de 1852-Oaxaca de Juárez, 21 de abril de 1912) fue un político mexicano de ascendencia indígena zapoteca que se desempeñó como gobernador de Oaxaca entre 1911 y 1912.

## Biografía
Nació en la Ciudad de Oaxaca en México. Era hijo de Benito Juárez y Margarita Maza. 
“Benito Juárez Maza fue el único hijo varón, sobreviviente del Benemérito; cabe recordar que cuando la familia se refugió en Nueva York, Estados Unidos, durante el Imperio de Maximiliano, murieron José, de 7 años, y Antonio, que tenía poco más de un año. Benito crecerá rodeado de mujeres, y de alguna manera intimidado por la presencia de sus cuñados, entre ellos Pedro Santacilia, quien fue amigo cercano de su padre”.
Fue diplomático y ocupó varios cargos en el servicio exterior en Roma, Washington, Berlín y París. Fue diputado al Congreso de la Unión por su estado natal y destacado miembro del Partido Democrático, de relativa oposición al dictador Porfirio Díaz. A pesar de que Díaz desconoció el gobierno de Benito Juárez y se lanzó en su contra mediante un alzamiento conocido como el Plan de la Noria, ya como presidente de México el general Díaz enalteció la figura de su paisano Benito Juárez como héroe nacional y eso incluyó proteger a Juárez Maza.
Tras varios intentos fue hasta 1911, tras la renuncia de Porfirio Díaz como presidente de México que Juárez Maza logró ocupar la gubernatura de Oaxaca, hasta su muerte de un infarto fulminante en abril de 1912.
Él fue el primero en llevar un aparato de reproducción cinematográfica al museo nacional en Toluca, Estado de México. Esta información se puede corroborar en la página 5 de la Gaceta del Gobierno, Periódico Oficial del Estado de México del 8 de agosto de 1896 del apartado Noticias del Estado.